# Páteříček žlutý
Páteříček žlutý (Rhagonycha fulva) je velmi hojný druh lučního brouka z čeledi páteříčkovití.

## Popis

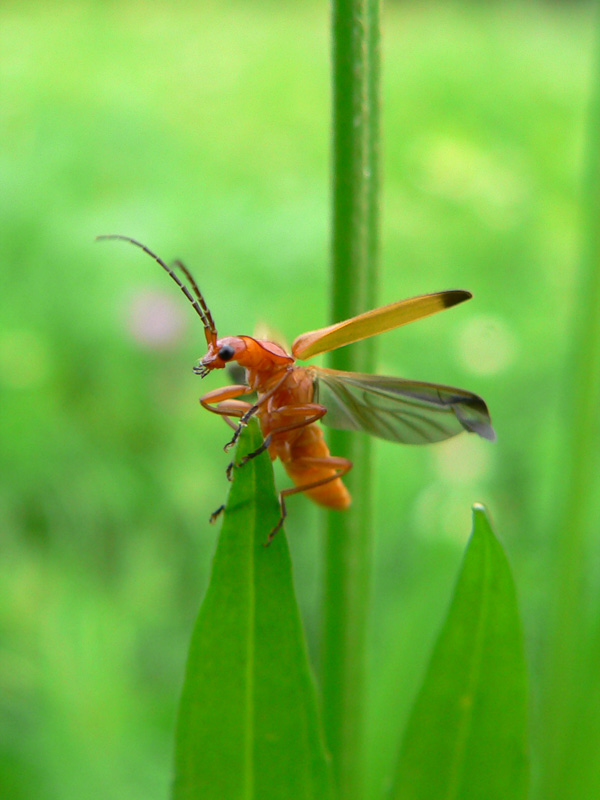
Vzlétávající páteříček žlutý

Je dlouhý 0,7 až 1 cm. Tělo je oranžové až hnědé, krovky mají většinou stejnou barvu jako tělo, ale bývají tmavší, u některých jedinců až černé. Konec krovek může (ale nemusí) být černý, hlavně u jedinců z teplejších oblastí je konec krovek stejně barevný jako celé krovky. Krovky jsou měkké a pružné a křídla dobře vyvinutá, takže je schopen dobře létat. Křídla jsou černá.

## Výskyt
Vyskytuje se na rozlehlých travnatých plochách, až do nadmořské výšky 1000 m.

## Život
Brouci se sice objevují často na květech, ale jsou draví a žerou malý hmyz. Larvy také žerou drobný hmyz, přezimovávají a dospějí na jaře.